# Âmes damnées
Âmes damnées (Syzygy) est le 13e épisode de la saison 3 de la série télévisée X-Files. Dans cet épisode, Mulder et Scully enquêtent sur des meurtres de lycéens dans une petite ville dont les habitants ont un comportement étrange en raison d'un alignement de planètes rarissime.
Le titre original de l'épisode fait référence à la syzygie, un alignement astronomique de trois corps célestes. Chris Carter a écrit le scénario sur un ton satirique qui n'a pas été bien perçu par les fans de la série à l'époque de sa première diffusion. Il a été plutôt bien accueilli par la critique.

## Résumé
À Comity, dans le New Hampshire, des lycéens se rassemblent pour honorer la mémoire de l'un de leurs camarades, victime supposée d'une secte satanique. Jay DeBoom raccompagne ensuite chez elles Terri Roberts et Margi Kleinjan mais fait un détour quand elle lui confient qu'elles sont encore vierges et craignent pour cette raison d'être les prochaines victimes de la secte. Le matin suivant, Jay est retrouvé pendu au bord d'une falaise alors que Terri et Margi s'amusent à l'abri des regards. Angela White, la chef de la police locale, contacte Mulder et Scully et les rencontre aux funérailles de Jay. Bob Spitz, le proviseur du lycée, dénonce violemment les pratiques satanistes de la secte lorsque le cercueil prend feu. 
Mulder et Scully interrogent séparément Terri et Margi, les deux jeunes filles leur racontant une histoire identique au sujet d'hommes masqués sacrifiant cérémoniellement un bébé. Scully accueille cette histoire avec scepticisme. Lors de l'examen du corps de Jay, Mulder et Angela White voient une brûlure en forme de bête cornue mais pas Scully. Mulder et White vont alors consulter une astrologue, laquelle prétend que le comportement étrange des habitants de Comity est dû à l’alignement très rare de Mercure, Mars et Uranus. Terri et Margi assistent à un entraînement de basket-ball, admirant particulièrement Scott Simmons, un joueur dont la petite amie est Brenda Summerfield. Un autre joueur renverse accidentellement des boissons sur Terri et Margi, qui causent peu après la mort du jeune homme en provoquant la fermeture des gradins amovibles alors qu'il était dessous.
Des ossements sont découverts dans un champ et les présomptions hâtives d'une foule en colère provoque l'arrestation du pédiatre local mais les ossements se révèlent être ceux du chien de Terri. Scully reproche à Mulder sa désinvolture et l'accuse de flirter avec Angela White. Le soir, Terri et Margi célèbrent leur anniversaire. Brenda, bouleversée par une prédiction de ouija, se réfugie dans une salle de bains où se trouvaient déjà Terri et Margi et elle est tuée. Pendant ce temps, Angela White rend visite à Mulder et lui fait des avances. Scully, venue annoncer à Mulder la mort de Brenda, les trouve en train de s'embrasser. Mulder rend à nouveau visite à l'astrologue, qui lui donne des détails supplémentaires sur l’alignement des planètes, notamment le fait que les personnes nées le même jour que Margi et Terri sont investies à cette occasion d'une énergie cosmique.
Terri et Margi tentent de consoler Scott mais celui-ci les repousse. Margi, revenue seule voir Scott, est surprise par Terri. Les deux adolescentes se querellent et tuent accidentellement Scott. Margi part trouver Mulder en accusant Terri du meurtre alors que Terri fait l'inverse avec Scully. Les deux agents amènent les jeunes filles au poste de police. Lorsqu'elles se retrouvent dans la même pièce, le sol se met à trembler et les armes à feu à tirer toutes seules. À minuit, leurs pouvoirs disparaissent et la foule venue les lyncher les trouve en pleurs dans les bras l'une de l'autre, concluant à une possession démoniaque. Mulder et Scully retournent à Washington tout en continuant à se disputer.

## Distribution
- David Duchovny : Fox Mulder
- Gillian Anderson : Dana Scully
- Dana Wheeler-Nicholson : Angela White
- Wendy Benson : Margi Kleinjan
- Lisa Robin Kelly : Terri Roberts
- Garry Davey : Bob Spitz
- Ryan Reynolds : Jay DeBoom
- Gabrielle Miller : Brenda

## Production
Le titre original de l'épisode, Syzygy, fait référence à la syzygie, un alignement astronomique de trois corps célestes, en général le Soleil, la Terre et la Lune ou une autre planète. Le nom du lycée de la ville, Grover Cleveland Alexander, est un clin d'œil à une mauvaise réponse donnée par David Duchovny lors de son apparition au jeu télévisé Jeopardy!. Pour la scène où Mulder voit un film des Keystone Cops sur toutes les chaînes de télévision, il était initialement prévu que ce soit un extrait du film Orange mécanique qui passe sur les écrans mais les droits de diffusion se sont révélés trop coûteux. Chris Carter estime néanmoins avec le recul que ce choix de remplacement s'intègre mieux à l'épisode. La querelle entre Mulder et Scully au cours de laquelle cette dernière accuse son partenaire de vouloir toujours conduire est inspirée par des commentaires de fans sur Internet qui avaient remarqué que Mulder prenait toujours le volant, alors que la plaisanterie de Mulder sur les pieds de Scully qui n'atteindraient pas les pédales est une blague que Chris Carter avait faite lors d'une convention. 
Rob Bowman déclare que l'épisode a été plus difficile à réaliser qu'il ne l'avait prévu car son tournage juste avant la pause des fêtes de fin d'année a été précipité. Bowman affirme qu'il s'est senti « pressé par le temps et frustré » car, même s'il a apprécié certains éléments du scénario tels que les échanges entre Mulder et Scully, il a eu le sentiment que les personnages étaient ballotés par les événements et que les meurtres n'étaient pas assez pris au sérieux. Le réalisateur conclut en déclarant qu'il n'a « pas eu l'impression de tourner un épisode de X-Files » et qu'il pense « avoir un peu laissé tomber Chris Carter sur le coup ».
Le comportement de Mulder et Scully l'un envers l'autre tout au long de l'épisode provoque sur Internet la colère de nombreux fans de la série à l'époque de sa première diffusion. Chris Carter se montre désappointé par la réaction du public et déclare que les indices qu'il a laissés sur la nature satirique de l'épisode n'ont pas été relevés par les fans. Une autre partie du public a mieux saisi ce concept mais n'a pas apprécié l'épisode non plus car il allait à l'encontre de leur désir de voir Mulder et Scully former un couple. David Duchovny explique à ce sujet qu'il y a trois sortes d'épisodes de X-Files, les épisodes de la mythologie, les standalone et les épisodes comiques, et que dans ces derniers « les personnages n'agissent pas de façon semblable à ceux que nous connaissons ».

## Accueil

### Audiences
Lors de sa première diffusion aux États-Unis, l'épisode réalise un score de 10,8 sur l'échelle de Nielsen, avec 17 % de parts de marché, et est regardé par 16,04 millions de téléspectateurs.

### Accueil critique
L'épisode recueille des critiques plutôt positives dans l'ensemble. Le magazine Entertainment Weekly, lui donne la note de A, le qualifiant de « parodie désopilante » de films de série B sur les adolescents et l'hystérie collective et saluant l'interprétation de Wendy Benson et Lisa Robin Kelly ainsi que les échanges entre Mulder et Scully. S'il souligne l'humour de l'épisode à travers ses « désopilantes scènes de ménage entre Scully et Mulder, mais aussi les effets délirants induits par l’alignement planétaire », le site Le Monde des Avengers met surtout en avant « son atmosphère inquiétante, ses scènes chocs parfaitement tournées et le portrait particulièrement troublant de jeunes filles médiocres saisies par le vertige de la toute puissance ».
Sarah Stegall, du site Munchkyn Zone, lui donne la note de 3/5, évoquant un épisode très drôle dans lequel Chris Carter exagère délibérément les défauts de Mulder et Scully mais où cet effet comique est poussé un peu trop loin, l'épisode souffrant par ailleurs d'un placement inadapté au sein de la saison. Pour Todd VanDerWerff, du site The A.V. Club, qui lui donne la note de B-, Carter essaie d'imiter le style d'écriture de Darin Morgan mais ne réussit pas dans cette entreprise même si l'épisode demeure divertissant. Malgré quelques bonnes idées et « l'interprétation parfaite » de David Duchovny et Gillian Anderson lors des scènes les opposant, la comédie manque de sophistication, surtout en comparaison de l'épisode précédent, et est entrecoupée de moments plus sérieux qui s'intègrent mal.
Dans leur livre sur la série, Robert Shearman et Lars Pearson lui donnent la note de 2/5, estimant que l'épisode « n'est tout simplement pas très amusant » et que les chamailleries de Mulder et Scully sont « difficiles à avaler ». Pour Paula Vitaris, de Cinefantastique, qui lui donne la note de 1,5/4, c'est une occasion manquée car « l'humour tombe à plat » et l'épisode aurait pu être un « classique horrifique » si l'histoire avait été écrite sur un ton sérieux.